# Якутское книжное издательство
«Яку́тское кни́жное изда́тельство» — советское и российское государственное издательство. Основано в 1926 году в Якутске.

## История
В 1926 году в соответствии с решением бюро областного комитета ВКП(б) от 2 марта и постановлением НКС Якутской Автономной Советской Социалистической Республики от 30 июля было основано «Якутское книжное издательство».
19 июня 1992 года в соответствии с постановлением Правительства Республики Саха издательство получило статус национального, в 1993 году было переименовано в «Национа́льное кни́жное изда́тельство “Бичи́к” Респу́блики Саха́». В 1999 году издательство вышло из состава компании «Сахаполиграфиздат» и стало государственным унитарным предприятием. В 2007 году в соответствии с указом президента Республики Саха издательство получило имя Семёна Андреевича Новгородова. В 2021 году было переименовано в «Айа́р».
Специализировалось на выпуске массово-политической, производственно-технической и художественной литературы, учебной литературы для якутских школ. Выпускало книжные серии «Летопись великой стройки», «Судьбы, связанные с Якутией» и другие.
| Статистика по объёмам производства. 1979–1990 годы | Статистика по объёмам производства. 1979–1990 годы | Статистика по объёмам производства. 1979–1990 годы | Статистика по объёмам производства. 1979–1990 годы | Статистика по объёмам производства. 1979–1990 годы | Статистика по объёмам производства. 1979–1990 годы | Статистика по объёмам производства. 1979–1990 годы | Статистика по объёмам производства. 1979–1990 годы |
| —                                                  | 1979                                               | 1980                                               | 1982                                               | 1983                                               | 1984                                               | 1985                                               | 1990                                               |
| -------------------------------------------------- | -------------------------------------------------- | -------------------------------------------------- | -------------------------------------------------- | -------------------------------------------------- | -------------------------------------------------- | -------------------------------------------------- | -------------------------------------------------- |
| Книг и брошюр, печатных единиц                     | 149                                                | 142                                                | 127                                                | 131                                                | 148                                                | 140                                                | 93                                                 |
| Тираж, млн экз.                                    | 1,2                                                | 1,2421                                             | 1,1831                                             | 1,3475                                             | 1,3028                                             | 1,4446                                             | 1,132                                              |
| Печатных листов-оттисков, млн                      | н. д.                                              | 11,7792                                            | 13,0407                                            | 12,2621                                            | 12,5306                                            | 13,4233                                            | 8,6596                                             |